# The Terminators (película)
The Terminators es una película estadounidense de ciencia ficción y acción producida por The Asylum y dirigida por Xavier S. Puslowsk. Aunque el título de la película es muy parecido al de 1984 The Terminator, los acontecimientos de la trama de la película son más similares a los de Westworld y Battlestar Galatica. Fue estrenada a un mes de que la franquicia oficial de Terminator estrenara su cuarta película Terminator Salvation.

## Trama
La película tiene como ambientación un lugar indeterminado del futuro en donde la humanidad ha desarrollado una tecnología robótica avanzada de inteligencia artificial mejorada. Esto incluye el uso de organismos cibernéticos. Por razones desconocidas las máquinas se rebelan contra la humanidad.
Un grupo de supervivientes, liderados por Reed (A Martínez), comisario de un pequeño pueblo, localizan un servicio de transporte que funciona y vuela a una estación espacial en órbita en un esfuerzo por encontrar una manera de apagar la computadora que controla a las máquinas.